# Dodson (Texas)
Dodson è un centro abitato degli Stati Uniti d'America, situato nella contea di Collingsworth dello Stato del Texas.

## Storia
La città di Dodsonville fu fondata il 1º luglio 1910 da Frank Kell, ricco imprenditore di Wichita Falls.

## Geografia fisica
Dodson è situata a 34°45′54″N 100°01′17″W (34.765054, -100.021259). Dodson è a 0,6 miglia (0,97 km) ad est del confine Texas-Oklahoma e 13 miglia (21 km) a nord est di Hollis, Oklahoma.
Secondo lo United States Census Bureau, ha un'area totale di 0,6 miglia quadrate (1,6 km²).

## Società

### Evoluzione demografica
Secondo il censimento del 2000, c'erano 115 persone, 53 nuclei familiari e 34 famiglie residenti nella città. La densità di popolazione era di 189,8 persone per miglio quadrato (72,8/km²). C'erano 65 unità abitative a una densità media di 107,3 per miglio quadrato (41,1/km²). La composizione etnica della città era formata dall'84,35% di bianchi, il 2,61% di nativi americani, lo 0,87% di asiatici, il 9,57% di altre etnie, e il 2,61% di due o più etnie. Ispanici o latinos di qualunque etnia erano il 13,04% della popolazione.
C'erano 53 nuclei familiari di cui il 24,5% aveva figli di età inferiore ai 18 anni, il 56,6% erano coppie sposate conviventi, il 3,8% aveva un capofamiglia femmina senza marito, e il 34,0% erano non-famiglie. Il 32,1% di tutti i nuclei familiari erano individuali e il 13,2% aveva componenti con un'età di 65 anni o più che vivevano da soli. Il numero di componenti medio di un nucleo familiare era di 2,17 e quello di una famiglia era di 2,69.
In the city the age distribution della popolazione shows il 19,1% di persone sotto i 18 anni, l'8,7% di persone dai 18 ai 24 anni, il 18,3% di persone dai 25 ai 44 anni, il 38,3% di persone dai 45 ai 64 anni, e il 15,7% di persone di 65 anni o più. L'età media era di 46 anni. Per ogni 100 femmine c'erano 121,2 maschi. Per ogni 100 femmine dai 18 anni in giù, c'erano 121,4 maschi.
Il reddito medio di un nucleo familiare era di 15.625 dollari, e quello di una famiglia era di 21.250 dollari. I maschi avevano un reddito medio di 19.063 dollari contro i 16.250 dollari delle femmine. Il reddito pro capite era di 11.213 dollari. C'erano il 31,0% delle famiglie e il 32,5% della popolazione che vivevano sotto la soglia di povertà, incluso il 18,2% di persone sotto i 18 anni e il 48,3% di persone sopra i 64 anni.